# Alois Reinhardt
Alois Reinhardt (* 18. November 1961 in Höchstadt an der Aisch) ist ein ehemaliger deutscher Fußballspieler.

## Karriere als Spieler

### Vereine
Reinhardt ist in Höchstadt an der Aisch geboren, aufgewachsen und hat dort alle Jugendklassen seines Heimatvereines TSV Höchstadt durchlaufen. 1978 wechselte er in die Jugend des 1. FC Nürnberg. Anlässlich der Endspielteilnahme der Clubjugend um die A-Jugendmeisterschaft 1978/79 wurde man auf das große Verteidigertalent aufmerksam. Reinhardt erhielt mit Saison-Beginn 1979/80 einen Lizenzspieler-Vertrag beim 1. FC Nürnberg. Am 19. April 1980 (35. Spieltag) – durch Einwechslung in der 62. Minute für Bertram Beierlorzer – gab er beim 4:2-Erfolg beim SV Röchling Völklingen seinen Profi-Einstand (sein einziger Einsatz in dieser Saison) und konnte den Aufstieg der Cluberer in die Bundesliga am Ende der Saison miterleben. Am 13. Dezember 1980 (17. Spieltag) gelang ihm mit dem frühen Führungstor in der 9. Minute beim 1:1-Unentschieden im Heimspiel gegen Bayer 04 Leverkusen auch sein erstes Tor als Fußball-Profi. Ständig gute Leistungen ließen ihn schnell zum Stammspieler – und späteren Spielführer – reifen, was auch schon bald die Berufung in die U-21-Nationalmannschaft nach sich zog; den Abstieg 1983/84 konnte er allerdings nicht abwenden.
Es schlossen sich sieben Spielzeiten bei Bayer 04 Leverkusen an, bei dem der kopfball- und zweikampfstarke Abwehrspieler seinen größten Erfolg erzielen konnte – den Gewinn des UEFA-Pokals 1988 in zwei Endspielen gegen Espanyol Barcelona.
1991 wechselte Reinhardt zum FC Bayern München, dem er bis 1994 angehörte und somit auch die Meisterschaft miterleben durfte, wobei er aufgrund einer Verletzung, die ihn zum Karriereende nach dieser Saison zwang, in der letzten Saison zu keinem Ligaeinsatz mehr kam. Sein letztes Ligaspiel absolvierte er in der Saison zuvor am 31. Oktober 1992 (12. Spieltag), als der FC Bayern München beim VfB Stuttgart mit 3:2 Toren gewann.

### Nationalmannschaft
Reinhardt bestritt sein erstes Länderspiel am 1. September 1979 in Pula anlässlich des „Jugoslawien-Turniers“ und kam mit der U-18-Nationalmannschaft zu einem 1:1-Unentschieden gegen die Auswahl Englands. Es folgten drei weitere Spiele für ihn in diesem Turnier: Gegen Ungarn (4:2-Sieg am 3. September), Polen (1:0-Sieg am 5. September) und Jugoslawien (0:2-Endspiel-Niederlage am 8. September). Sein letztes Spiel für diese Auswahl bestritt er am 18. Mai 1980 in Gommern (während des UEFA-Juniorenturniers) beim 6:2-Sieg über die Auswahl Finnlands. Für die U-21-Nationalmannschaft spielte Reinhardt annähernd so oft wie für die „U-18“-Auswahl; blieb aber auch in dieser ohne Torerfolg. Für die Juniorenweltmeisterschaft 1981 in Australien wurde er nicht nominiert, weil ihn der Club nicht freigab. Sein Debüt gab er am 23. März 1982 in Schwenningen beim 1:1-Unentschieden gegen die Auswahl der Schweiz. Sein letztes Spiel für diese Auswahl bestritt er am 25. April 1989 in Venlo beim 1:0-Sieg über die Auswahl der Niederlande. Für die Olympiaauswahl kam Reinhardt zwischen dem 25. März 1987 (2:1-Sieg gegen die „B“-Mannschaft von Israel in Tel Aviv) und dem 31. Mai 1988 (3:0-Sieg gegen Rumänien in Dortmund) sechsmal zum Einsatz – am olympischen Fußballturnier nahm er allerdings nicht teil. Am 31. Mai 1989 debütierte er in der A-Nationalmannschaft beim 0:0-Unentschieden gegen Wales in Cardiff. Letzter Auftritt war am 28. Februar 1990 in Montpellier bei der 1:2-Niederlage gegen Frankreich.

## Karriere als Trainer
Nach einem Trainer-Engagement beim Bayernligisten Jahn Forchheim und seinem Heimatverein TSV Höchstadt wurde Reinhardt Trainer der A-Jugend des 1. FC Nürnberg und übernahm 2002 die Verantwortung für deren Amateurmannschaft. Im April 2005 wurde Reinhardt entlassen, da er mit der Mannschaft am geplanten Aufstieg in die Regionalliga scheiterte. Im Jahr 2006 arbeitete er zunächst als Jugendtrainer bei der JFG Ebrach-Aisch bevor er am 23. August 2006 einen Vertrag als Trainer der zweiten Mannschaft des 1. FC Kaiserslautern unterschrieb. Nach weniger als zwei Monaten, in denen er mit der Mannschaft in der Regionalliga Süd kein Spiel gewinnen konnte, erklärte Reinhardt seinen Rücktritt. Ab der Saison 2007/08 sollte Reinhardt den bayerischen Bezirksoberligisten VfB Eichstätt trainieren, sagte aber am 24. Mai 2007 ab, da er ein Angebot als Trainer der A-Jugend des 1. FC Nürnberg annahm. Am 25. August 2009 übernahm er das Traineramt beim Kreisligisten TSV Geiselwind.

## Erfolge
- UEFA-Pokal-Sieger 1988
- Deutscher Meister 1994
- Zweiter der Meisterschaft 1993
- Finalist im DFB-Pokal 1982 (am 1. Mai dem FC Bayern München mit 2:4 unterlegen)
- Zweiter der U-21-Europameisterschaft 1982
- Zweiter der A-Juniorenmeisterschaft 1979

## Sonstiges
- Im Endspiel um den DFB-Pokal 1982 prallte er mit Dieter Hoeneß zusammen, sodass dieser das Spiel mit einem – Turban ähnelnden – Kopfverband zu Ende spielen musste.

- In den 17 Spielen des europäischen Pokalwettbewerbs gelang ihm ein Treffer, der im Rückblick jener war, der Bayer 04 Leverkusen ins Finale brachte: Werder Bremen wurde am 6. April 1988 besiegt. Das Rückspiel in Bremen endete 14 Tage später 0:0.

- Sein Sohn Dominik war ebenfalls Fußballspieler und stand bis Juni 2015 im Kader des Erstligisten FC Augsburg.